# Samtgemeinde Hemmoor
La comunità amministrativa di Hemmoor (Samtgemeinde Hemmoor) si trova nel circondario di Cuxhaven nella Bassa Sassonia, in Germania.

## Suddivisione
Comprende 3 comuni:
1. Hemmoor (città)
2. Hechthausen
3. Osten

Il capoluogo è Hemmoor.